# Gleishorbach
Gleishorbach ist der kleinere von zwei Ortsteilen der rheinland-pfälzischen Ortsgemeinde Gleiszellen-Gleishorbach im Landkreis Südliche Weinstraße.

## Lage
Gleishorbach liegt im Süden der Ortsgemeinde und ist hauptsächlich von Weinbergen des Weinanbaugebiet Pfalz umgeben. Westlich schließt sich der Pfälzerwald an.

## Geschichte
Erstmals urkundlich erwähnt wird der Ort im Jahr 1304 als „Horbach“. Später lautet sein Name „Gleis-Horbach“. Bis 1804 war Gleishorbach Teil der Französischen Republik, anschließend bis 1814 Teil des Napoleonischen Kaiserreichs, und in den Kanton Bergzabern im Departement des Niederrheins eingegliedert. Bereits zu dem Zeitpunkt bildete er mit dem Nachbarort Gleiszellen eine Gemeinde Im Jahr 1816 wechselte der Ort in das Königreich Bayern. 1928 hatte Gleishorbach 403 Einwohner, die in 91 Wohngebäuden lebten. Sowohl die Katholiken als auch die Protestanten gehörten damals zur Pfarrei von Klingenmünster.

## Infrastruktur
Der Ortskern bildet eine Denkmalzone; darüber hinaus existieren zehn Einzeldenkmäler. Am östlichen Siedlungsrand verläuft die Deutsche Weinstraße, die in diesem Bereich mit der Bundesstraße 48 identisch ist. Außerdem besitzt der Ort eine Haltestelle der VRN-Buslinie 540, die den Ort mit Landau in der Pfalz und Bad Bergzabern verbindet.

## Persönlichkeiten
- Hans Kindermann (1911–1997), starb vor Ort